# Шорохов, Виктор Николаевич
Виктор Николаевич Шорохов — советский хозяйственный, государственный и политический деятель.

## Биография
Родился в 1949 году в Лаптевском районе. Член КПСС.
С 1970 года — на хозяйственной, общественной и политической работе. В 1970—2010 гг. — кузнец-наладчик кузнечного производства Тульского машиностроительного завода имени В. М. Рябикова Министерства оборонной промышленности СССР.
Указами Президиума Верховного Совета СССР от 29 марта 1976 и от 10 июля 1981 года награждён орденами Трудовой Славы 3-й и 2-й степеней.
Указом Президиума Верховного Совета СССР от 6 декабря 1990 года награждён орденом Трудовой Славы 1-й степени.
Избирался депутатом Верховного Совета СССР 11-го созыва, народным депутатом СССР.
Живёт в Туле.